# Solar dos Botelhos

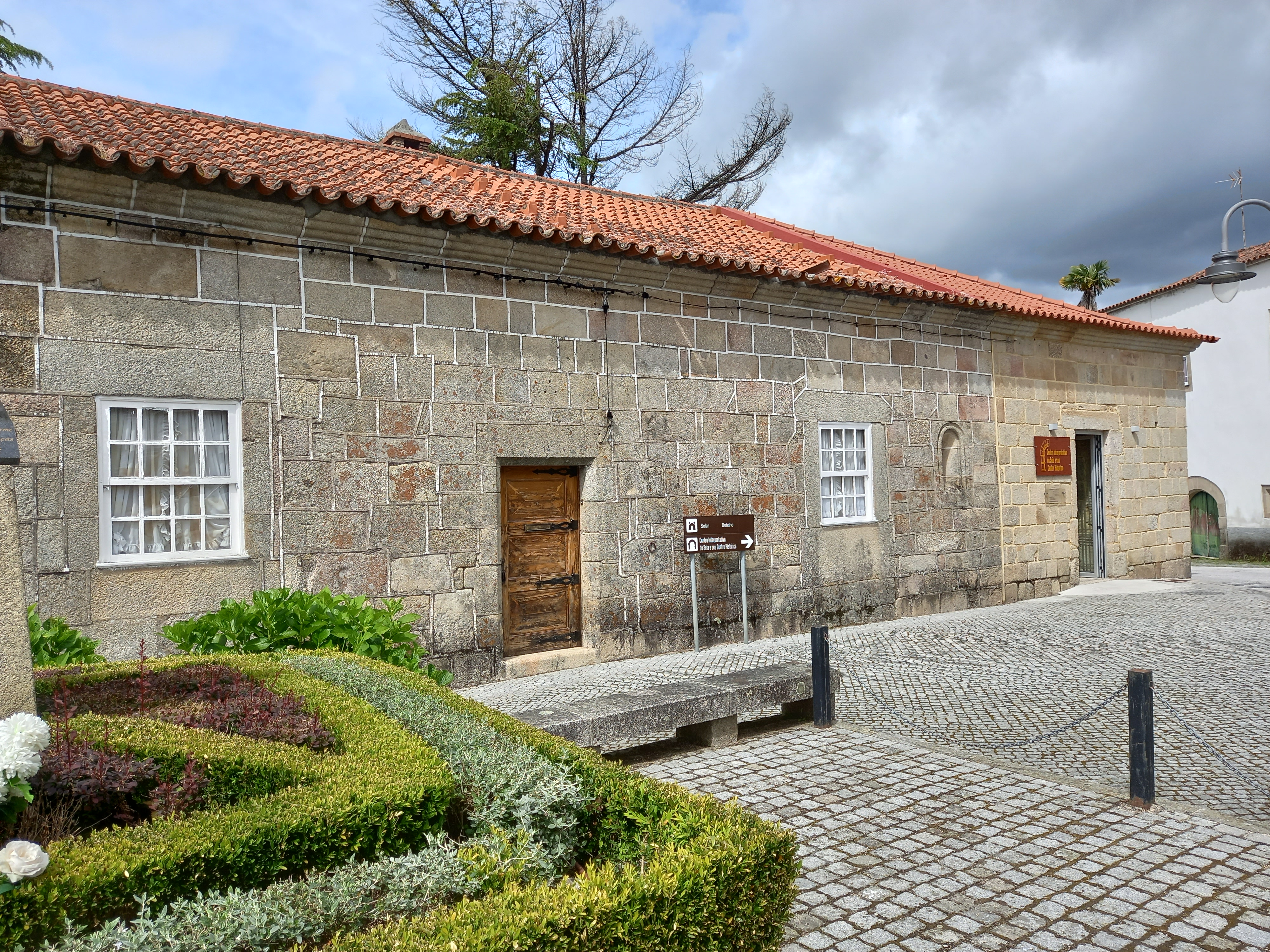
Solar dos Botelhos em Seia

O Solar dos Botelhos é um edifício de estilo manuelino do último quartel do século XV, classificado como Monumento de Interesse Público, localizado em Seia, em Portugal.
O Solar dos Botelhos alberga o Centro Interpretativo de Seia e seu Centro Histórico, dinamizado pela Santa Casa da Misericórdia de Seia.

## Edifício
O Solar foi propriedade do Capitão Mor de Seia, André Botelho de Alarcão, no século XVI.
É composto por uma planta retangular e dois corpos: uma ala residencial e uma torre não ameada. Na fachada norte o edifício possui duas janelas manuelinas de grande beleza.
Possui um jardim que se acede via um passadiço.

## Centro Interpretativo de Seia e seu Centro Histórico

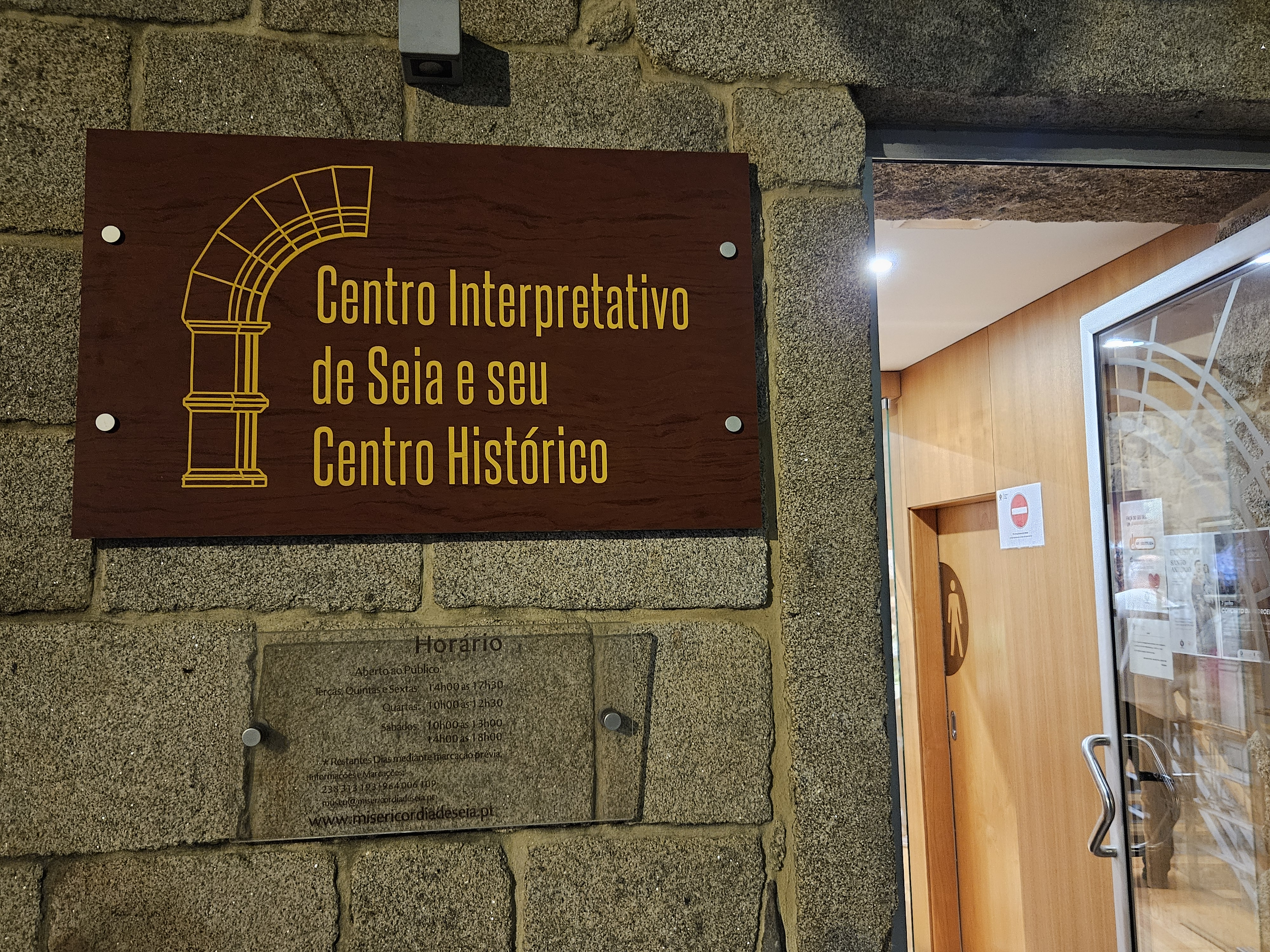
Entrada do Centro Interpretativo

O Centro Interpretativo é explorado pela Misericórdia de Seia e dedica-se à história da cidade.
Neste espaço é possível observar os acontecimentos da cidade de forma cronológica, através de várias peças e fotografias antigas.